# Quercus shangcunensis
Quercus shangcunensis (лат.) — вид вымерших растений из рода Дуб, живших на территории современного Китая в нижнем олигоцене.

## Этимология
Видовой эпитет дан в честь формации Шанкун, где были обнаружены ископаемые остатки растения.

## История изучения
Ископаемые жёлудь и пыльца были обнаружены в формации Шангкун, округ Маомин, провинция Гуандун, Южный Китай. В 2018 году Сяо-Янь Лю, Шень-Лан Сюй, Менг Хан и Цзянь-Хуа Джин описали вид. Найденный ископаемый жёлудь является самым первым олигоценовым жёлудем, найденным в Китае.